# Paysage méditerranéen
Paysage méditerranéen est un tableau du peintre français Othon Friesz réalisé vers 1907. Cette huile sur toile contrecollée sur toile est un paysage probablement réalisé à L'Estaque, où l'artiste séjourne à compter de la fin du mois de septembre 1907. Achetée en 2008 avec la participation du Fonds régional d'acquisition des musées et du Fonds du patrimoine, elle est conservée au musée Cantini de Marseille.